# Nouic
Nouic település Franciaországban, Haute-Vienne megyében. Lakosainak száma 430 fő (2022. január 1.). Nouic Montrollet, Saint-Christophe, Blond, Val d’Issoire, Montrol-Sénard és Mortemart községekkel határos.

## Népesség
A település népességének változása:
| Lakosok száma | 510  | 483  | 475  | 467  | 464  | 461  | 451  | 440  | 430  |
|               | 2013 | 2015 | 2016 | 2017 | 2018 | 2019 | 2020 | 2021 | 2022 |